# Highlands and Islands Airports Limited
Highlands and Islands Airports Limited — шотландська державна компанія, що займається управлінням аеропортами на півночі Шотландії, на Північних і Західних островах. Компанія належить Уряду Шотландії. Офіс компанії знаходиться в аеропорту Інвернесс.
Highlands and Islands Airports є оператором 11 аеропортів:
- Барра
- Бенбекула
- Кемпбелтаун
- Данді
- Інвернесс
- Айлей
- Кіркволл
- Сторновей
- Самборо
- Тайрі
- Вік